# Monumento a Garibaldi (Napoli)
Il monumento a Garibaldi è una statua in bronzo di Napoli, situata nell'omonima piazza, davanti alla stazione di Napoli Centrale.

## Storia e descrizione
Nel 1891 il commissario Giuseppe Saredo auspicò la costruzione della statua dedicata a Giuseppe Garibaldi, ma si dovette attendere l'inizio del nuovo secolo per vedere compiuta l'opera.
La statua, realizzata da Cesare Zocchi, fu inaugurata il 7 settembre 1904. Alla cerimonia accorsero numerosi spettatori; vi presenziarono le autorità, i rappresentanti di vari enti, oltre ai reduci di battaglie, in particolare della Battaglia del Volturno. Considerata la presenza di questo monumento, nel 1914 la commissione toponomastica cittadina mutò il nome di quella che allora si chiamava piazza dell'Unità italiana in piazza Garibaldi.
L'opera rappresenta la figura di Garibaldi in piedi, con la gamba sinistra protesa in avanti e le mani giunte sull'impugnatura della sciabola. Poggia su un alto piedistallo in granito e piperno, dove sono collocate alcune raffigurazioni in bronzo: al centro Garibaldi a cavallo acclamato dai suoi soldati; alla sinistra di chi osserva Partenope liberata rappresentata da una donna che impugna lo scudo sabaudo; a destra l'Italia, in forma di una donna vestita da condottiero romano; sul lato posteriore si trova il gruppo dell'Incontro tra Vittorio Emanuele II e Giuseppe Garibaldi a Teano.
Completano il monumento due epigrafi: "A Giuseppe Garibaldi"; "Il Municipio di Napoli - MDCCCCIV".